# あふれそうな愛、抱いて/涙をふいて
「あふれそうな愛、抱いて/涙をふいて」（あふれそうなあい、だいて／なみだをふいて）は、2004年7月28日にリリースされた上戸彩の9枚目のシングル。

## 解説
- 6月16日発売の「風/贈る言葉」に続き、2か月連続両A面シングルリリースの第2弾。
- 「あふれそうな愛、抱いて」は前作の「風」と同じコンビによる作詞・作曲である。
- 「涙をふいて」は上戸が2000年に出演したドラマ『涙をふいて』と同じタイトルであるが、内容に関連はない。
- 両A面扱いであるが、「涙をふいて」のインストルメンタル版は収録されていない。

## 収録曲
1. あふれそうな愛、抱いて
作詞：三浦徳子、作曲：織田哲郎、編曲：清水信之
ロッテ「爽」CMソング
2. 涙をふいて
作詞：広沢タダシ、作曲・編曲：Sin
東映配給アニメ映画『劇場版 金色のガッシュベル!! 101番目の魔物』主題歌
3. PERSONAL 〜2004 summer〜
4. あふれそうな愛、抱いて 〜Instrumental〜

## 収録アルバム
- Re. (#1,2)
- BEST OF UETOAYA -Single Collection- (#1,2、#2はo.s.c. mix)

## 参加ミュージシャン
あふれそうな愛、抱いて
- 西村浩二（Trumpet）
- 村田陽一（Trombone）
- 山本拓夫（Saxophone）
- 小島希代子（Chorus）
- 清水信之（Other Instruments&Programming）

涙をふいて
- Sin（Piano&Keyboards）
- 深澤秀行（Synthesizer Operation）
- 古川ヒロシ（Electric Guitar）
- 美久月千晴（Electric Bass）
- 江口信夫（Drums）
- 川村ゆみ（Chorus）
- 竹上良成（Alto Sax）
- 河合わかば（Trombone）
- 菊池成浩（Trumpet）